# Prouilly
Prouilly je francouzská obec v departementu Marne v regionu Grand Est. Žije zde 549 obyvatel.

## Geografie

### Sousední obce
| Růžice kompasu |                    | Pévy                 |        | Růžice kompasu |
| Růžice kompasu | Montigny-sur-Vesle | Sever                | Trigny | Růžice kompasu |
| Růžice kompasu | Montigny-sur-Vesle | Prouilly             | Trigny | Růžice kompasu |
| Růžice kompasu | Montigny-sur-Vesle | Jih                  | Trigny | Růžice kompasu |
| Růžice kompasu | Jonchery-sur-Vesle | Courcelles-Sapicourt | Muizon | Růžice kompasu |